# Box-office 2008 au Canada et aux États-Unis
Cet article traite du box-office de 2008 au Canada et aux États-Unis.

## Classement
| Rang | Titre                                           | Pays | Réalisateur                    | Budget en USD | Recettes      | Week-End |
| ---- | ----------------------------------------------- | ---- | ------------------------------ | ------------- | ------------- | -------- |
| 1.   | The Dark Knight : Le Chevalier noir             |      | Christopher Nolan              | 185 000 000   | 533 345 358 $ | 33 (fin) |
| 2.   | Iron Man                                        |      | Jon Favreau                    | 150 000 000   | 318 412 101 $ | 22 (fin) |
| 3.   | Indiana Jones et le Royaume du Crâne de Cristal |      | Steven Spielberg               | 185 000 000   | 317 101 119 $ | 21 (fin) |
| 4.   | Hancock                                         |      | Peter Berg                     |               | 227 946 274 $ | 10 (fin) |
| 5.   | WALL-E                                          |      | Andrew Stanton                 |               | 223 808 164 $ | 28 (fin) |
| 6.   | Kung Fu Panda                                   |      | Mark Osborne et John Stevenson | 130 000 000   | 215 434 591 $ | 18 (fin) |
| 7.   | Twilight, Chapitre I : Fascination              |      | Catherine Hardwicke            | 37 000 000    | 192 769 854 $ | 19 (fin) |
| 8.   | Madagascar 2 : La Grande Évasion                |      | Eric Darnell / Tom McGrath     |               | 180 010 950 $ | 16 (fin) |
| 9.   | Quantum of Solace                               |      | Marc Forster                   | 200 000 000   | 168 368 427 $ | 11 (fin) |
| 10.  | Horton                                          |      | Jimmy Hayward et Steve Martino |               | 154 529 439 $ | 25 (fin) |
| 11.  | Sex and the City, le film                       |      | Michael Patrick King           |               | 152 647 258 $ | 16 (fin) |
| 12.  | Gran Torino                                     |      | Clint Eastwood                 | 30 000 000    | 148 095 302 $ | 27 (fin) |
| 13.  | Mamma Mia ! Le Film                             |      | Phyllida Lloyd                 | 52 000 000    | 144 130 063 $ | 16 (fin) |
| 14.  | Marley & Moi                                    |      | David Frankel                  |               | 143 153 751 $ | 18 (fin) |
| 15.  | Le Monde de Narnia : Le Prince Caspian          |      | Andrew Adamson                 | 225 000 000   | 141 621 490 $ | 16 (fin) |
| 16.  | Slumdog Millionaire                             |      | Danny Boyle                    |               | 141 319 928 $ | 28 (fin) |
| 17.  | L'Incroyable Hulk                               |      | Louis Leterrier                | 150 000 000   | 134 806 913 $ | 12 (fin) |
| 18.  | Wanted : Choisis ton destin                     |      | Timur Bekmambetov              | 75 000 000    | 134 508 551 $ | 12 (fin) |
| 19.  | Max la Menace                                   |      | Peter Segal                    |               | 130 319 208 $ | 20 (fin) |
| 20.  | L'Étrange Histoire de Benjamin Button           |      | David Fincher                  | 160 000 000   | 127 509 326 $ | 17 (fin) |
| 21.  | Tout... sauf en famille                         |      | Seth Gordon                    |               | 120 146 040 $ | 11 (fin) |
| 22.  | Volt, star malgré lui                           |      | Chris Williams et Byron Howard |               | 114 053 579 $ | 14 (fin) |
| 23.  | Tonnerre sous les Tropiques                     |      | Ben Stiller                    | 92 000 000    | 110 515 313 $ | 13 (fin) |
| 24.  | Histoires enchantées                            |      | Adam Shankman                  |               | 110 101 975 $ | 11 (fin) |
| 25.  | La Momie : La Tombe de l'empereur Dragon        |      | Rob Cohen                      |               | 102 491 776 $ | 8 (fin)  |
| 26.  | Voyage au centre de la Terre                    |      | Eric Brevig                    |               | 101 704 370 $ | 22 (fin) |
| 27.  | L'Œil du mal                                    |      | D. J. Caruso                   |               | 101 440 743 $ | 15 (fin) |
| 28.  | Frangins malgré eux                             |      | Adam McKay                     |               | 100 468 793 $ | 9 (fin)  |
| 29.  | Rien que pour vos cheveux                       |      | Dennis Dugan                   |               | 100 018 837 $ | 14 (fin) |

## Classement par Week End
| #  | Date              | Film no 1                                                 | Recettes      |
| -- | ----------------- | --------------------------------------------------------- | ------------- |
| 1  | 4 janvier 2008    | Benjamin Gates et le Livre des secrets                    | 20 062 684 $  |
| 2  | 11 janvier 2008   | Sans plus attendre                                        | 19 392 416 $  |
| 3  | 18 janvier 2008   | Cloverfield                                               | 40 058 229 $  |
| 4  | 25 janvier 2008   | Spartatouille                                             | 18 505 530 $  |
| 5  | 1er février 2008  | Hannah Montana et Miley Cyrus : Le Film concert évènement | 31 117 834 $  |
| 6  | 8 février 2008    | L'Amour de l'or                                           | 21 589 295 $  |
| 7  | 15 février 2008   | Jumper                                                    | 27 354 808 $  |
| 8  | 22 février 2008   | Angles d'attaque                                          | 22 874 936 $  |
| 9  | 29 février 2008   | Semi-Pro                                                  | 15 075 114 $  |
| 10 | 7 mars 2008       | 10 000                                                    | 35 867 488 $  |
| 11 | 14 mars 2008      | Horton                                                    | 45 012 998 $  |
| 12 | 21 mars 2008      | Horton                                                    | 24 590 596 $  |
| 13 | 28 mars 2008      | Las Vegas 21                                              | 24 105 943 $  |
| 14 | 4 avril 2008      | Las Vegas 21                                              | 15 337 418 $  |
| 15 | 11 avril 2008     | Le Bal de l'horreur                                       | 20 804 941 $  |
| 16 | 18 avril 2008     | Le Royaume interdit                                       | 21 401 121 $  |
| 17 | 25 avril 2008     | Baby Mama                                                 | 17 407 110 $  |
| 18 | 2 mai 2008        | Iron Man                                                  | 98 618 668 $  |
| 19 | 9 mai 2008        | Iron Man                                                  | 51 190 629 $  |
| 20 | 16 mai 2008       | Le Monde de Narnia : Le Prince Caspian                    | 55 034 805 $  |
| 21 | 23 mai 2008       | Indiana Jones et le Royaume du Crâne de Cristal           | 101 173 944 $ |
| 22 | 30 mai 2008       | Sex and the City, le film                                 | 57 038 404 $  |
| 23 | 6 juin 2008       | Kung Fu Panda                                             | 60 239 130 $  |
| 24 | 13 juin 2008      | L'Incroyable Hulk                                         | 55 414 050 $  |
| 25 | 20 juin 2008      | Max la Menace                                             | 38 683 480 $  |
| 26 | 27 juin 2008      | WALL-E                                                    | 63 087 526 $  |
| 27 | 4 juillet 2008    | Hancock                                                   | 62 603 879 $  |
| 28 | 11 juillet 2008   | Hellboy II : Les légions d'or maudites                    | 34 539 115 $  |
| 29 | 18 juillet 2008   | The Dark Knight : Le Chevalier noir                       | 158 411 483 $ |
| 30 | 25 juillet 2008   | The Dark Knight : Le Chevalier noir                       | 75 166 488 $  |
| 31 | 1er aout 2008     | The Dark Knight : Le Chevalier noir                       | 42 622 915 $  |
| 32 | 8 aout 2008       | The Dark Knight : Le Chevalier noir                       | 26 825 811 $  |
| 33 | 15 aout 2008      | Tonnerre sous les tropiques                               | 24 758 981 $  |
| 34 | 22 aout 2008      | Tonnerre sous les tropiques                               | 16 636 772 $  |
| 35 | 29 aout 2008      | Tonnerre sous les tropiques                               | 11 881 007 $  |
| 36 | 5 septembre 2008  | Bangkok Dangerous                                         | 7 546 993 $   |
| 37 | 12 septembre 2008 | Burn After Reading                                        | 19 121 763 $  |
| 38 | 19 septembre 2008 | Harcelés                                                  | 15 002 846 $  |
| 39 | 26 septembre 2008 | L'Œil du mal                                              | 29 668 442 $  |
| 40 | 3 octobre 2008    | Le Chihuahua de Beverly Hills                             | 29 085 532 $  |
| 41 | 10 octobre 2008   | Le Chihuahua de Beverly Hills                             | 17 657 941 $  |
| 42 | 17 octobre 2008   | Max Payne                                                 | 18 757 311 $  |
| 43 | 24 octobre 2008   | High School Musical 3 : Nos années lycée                  | 46 657 004 $  |
| 44 | 31 octobre 2008   | High School Musical 3 : Nos années lycée                  | 15 316 774 $  |
| 45 | 7 novembre 2008   | Madagascar 2 : La Grande Évasion                          | 65 726 153 $  |
| 46 | 14 novembre 2008  | Quantum of Solace                                         | 68 526 926 $  |
| 47 | 21 novembre 2008  | Twilight, chapitre I : Fascination                        | 69 747 124 $  |
| 48 | 28 novembre 2008  | Tout... sauf en famille                                   | 31 461 196 $  |
| 49 | 5 décembre 2008   | Tout... sauf en famille                                   | 16 755 835 $  |
| 50 | 12 décembre 2008  | Le Jour où la Terre s'arrêta                              | 30 835 714 $  |
| 51 | 19 décembre 2008  | Yes Man                                                   | 18 641 051 $  |
| 52 | 26 décembre 2008  | Marley & Moi                                              | 36 993 461 $  |